# ヘルダス・ファンデルヴォルト
ヘルダス・ファンデルヴォルト（Gerdus van der Walt、1995年4月2日 - ）は、ジャパンラグビーリーグワン日本製鉄釜石シーウェイブスに所属するラグビーユニオン選手。旧登録名「ヘルダス・ファンデンヴォルト」。

## プロフィール
- 南アフリカ・ポチェフストルーム出身。
- ポジションはセンター(CTB)。
- 身長184cm、体重100kg。
- ニックネームはダス。
- スコットランド代表での出場経験があるヤコ・ファンデルヴァルト（英語版）は兄。

## 略歴
モニュメント高校、ヨハネスブルグ大学、ゴールデン・ライオンズ、ライオンズを経て、2018年、ヤマハ発動機ジュビロ(現・静岡ブルーレヴズ)に加入。11月11日に行われたジャパンラグビートップリーグカッププール戦第1節神戸製鋼コベルコスティーラーズ戦にて先発出場で日本での公式戦初出場を果たした。
2019年、日本製鉄釜石シーウェイブスに加入。

## TV出演
- YOUは何しに日本へ?（2018年7月2日[5]、テレビ東京）